# Stanisław Jałowiecki
Stanisław Jałowiecki (ur. 26 grudnia 1946 w Tanvaldzie) – polski polityk i socjolog, marszałek województwa opolskiego I kadencji, poseł do Parlamentu Europejskiego VI kadencji.

## Życiorys
Ukończył studia socjologiczne na Uniwersytecie Jagiellońskim. W 1975 uzyskał stopień doktora nauk humanistycznych. Pracował m.in. w Instytucie Śląskim w Opolu oraz na Uniwersytecie Opolskim.
W 1981 był przewodniczącym zarządu Regionu Śląsk Opolski NSZZ „Solidarność”. Po wprowadzeniu stanu wojennego przez kilka miesięcy ukrywał się. Został tymczasowo aresztowany, a następnie skazany z przyczyn politycznych na karę 10 miesięcy pozbawienia wolności. Przebywał później na emigracji, pracował w Radiu Wolna Europa.
Z ramienia Akcji Wyborczej Solidarność sprawował mandat radnego sejmiku opolskiego I kadencji. Wybrany na marszałka województwa, funkcję tę pełnił od stycznia 1999 do czasu odwołania w kwietniu 2002.
W 2004 został jedynym eurodeputowanym z województwa opolskiego. Mandat uzyskał z listy Platformy Obywatelskiej. Zasiadał w Komisji Transportu i Turystyki, był członkiem Delegacji do Wspólnej Komisji Parlamentarnej UE-Turcja oraz zastępcą członka w Komisji Rozwoju Regionalnego.
1 lutego 2007 Sąd Najwyższy orzekł, że Stanisław Jałowiecki był konsultantem SB. W trakcie procesu lustracyjnego Stanisław Jałowiecki zrezygnował z członkostwa w PO.
W 2009 nie ubiegał się o ponowny wybór do PE. Wcześniej w tym samym roku Europejski Trybunał Praw Człowieka uznał, że Polska nie zagwarantowała Stanisławowi Jałowieckiemu wystarczającego prawa do obrony podczas jego procesu lustracyjnego.